# Alfonso Santos Ramírez
Alfonso Santos Ramírez fue un locutor y político mexicano miembro del Partido Revolucionario Institucional. Nació en 1930. Fue líder estudiantil de la Universidad Popular de Colima en 1952-1953 en donde realiza estudio de maestro normalista, fue líder sindical fundador del SNTE sección 39 en 1959 y fungio como Srio. Gral de 1959 a 1965, también fundo el Sindicato de la Radio y Televisión STIRT Sección colima en 1962 y fungió como Srio. Gral. de 1962 a 1988, fue  regidor, diputado local en la XLV Legislatura del Congreso del Estado de Colima y en la XLII Legislatura del Congreso del Estado de Colima, Director de Educación Pública en 1974-1975, Presidente del comité directivo Estatal del PRI Colima de 1975-1976 y finalmente, de 1985 a 1988 diputado federal en la LIII Legislatura del Congreso de la Unión de México por el II Distrito Electoral Federal de Colima gracias a que el sindicato pertenecía a la Confederación de Trabajadores de México. Se inició en la radio el 8 de mayo de 1952 en la XERL de Colima, hasta su retiro en 2010. Hijo del Mayor Alfonso Santos Lazcano y Margarita Ramírez Zamudio. Se casó con la maestra María Luisa Torres Torres con quien procreó 7 hijos: Rosario Margarita, María Luisa, Laura Elena, Alfonso, René Octavio, Jorge Humberto y Norma Angélica. 